# Tuvalu (wyspy)

Wyspy Tuvalu

Tuvalu (ang. też Ellice Islands, Lagoon Islands), wyspy Tuvalu, wyspy Tuwalu, dawny polski egzonim: Wyspy Lagunowe – archipelag stanowiący terytorium państwa Tuvalu. W jego skład wchodzą trzy wyspy koralowe oraz sześć atoli, składających się z ponad 114 wysp.

## Wyspy
Wyspy koralowe:
- Nanumanga (plus 4 wyspy w lagunie)
- Niulakita
- Niutao (plus 3 wyspy w lagunie)

Atole złożone z więcej niż jednej wyspy:
- Funafuti (co najmniej 30 wysp)
- Nanumea (co najmniej 6 wysp)
- Nui (co najmniej 21 wysp)
- Nukufetau (co najmniej 33 wyspy)
- Nukulaelae (co najmniej 15 wysp)
- Vaitupu (co najmniej 9 wysp)

Największym atolem jest Vaitupu, a najludniejszym Funafuti (ze stolicą kraju).

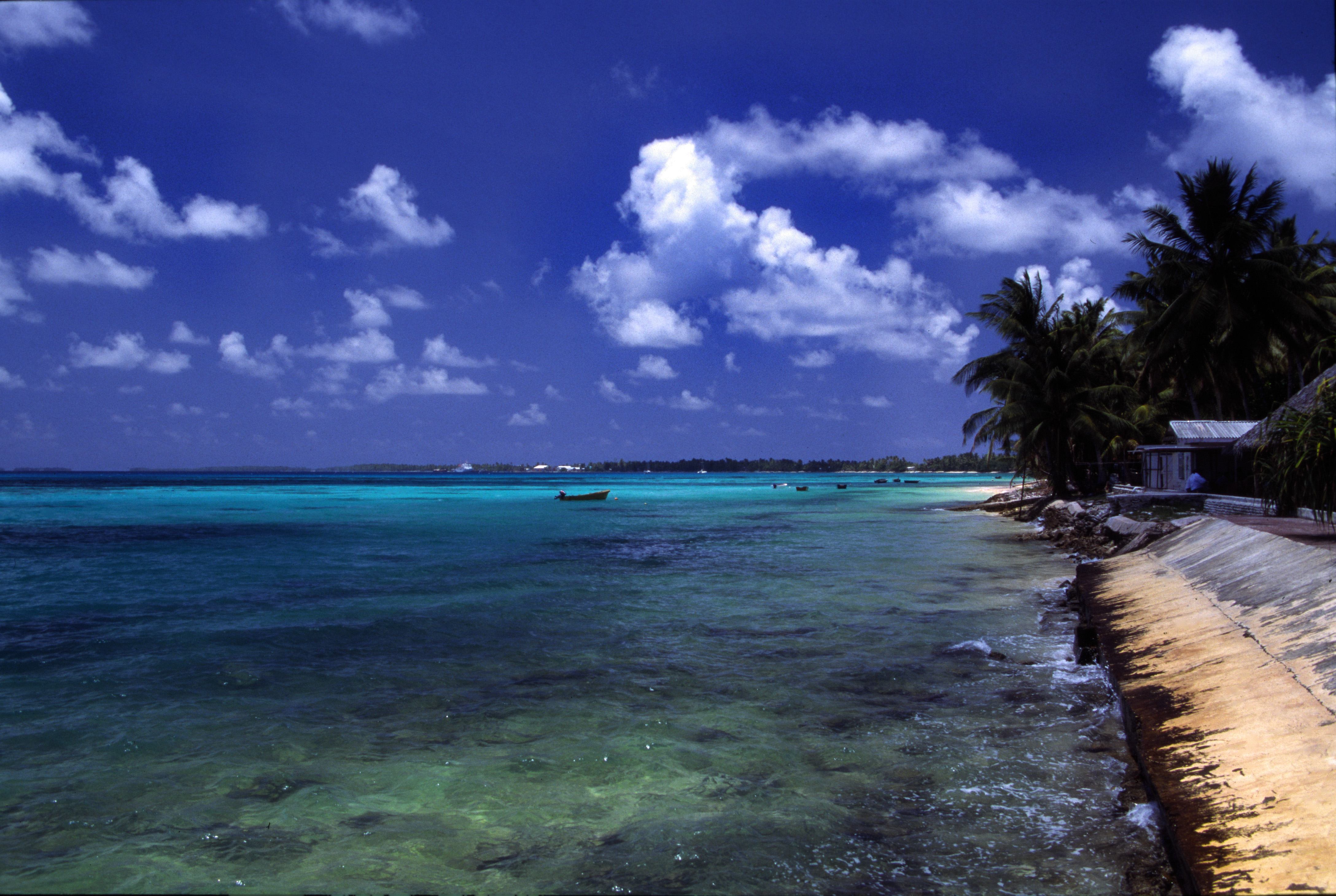
Wybrzeże na Funafuti

| Nazwa      | Liczba ludności (2002 r.) | Powierzchnia (km²) | Gęstość zaludnienia (na km²) |
| ---------- | ------------------------- | ------------------ | ---------------------------- |
| Funafuti   | 4492                      | 2,79               | 1610                         |
| Nanumanga  | 589                       | 2,78               | 212                          |
| Nanumea    | 664                       | 3,87               | 172                          |
| Niulakita  | 35                        | 0,42               | 83                           |
| Niutao     | 663                       | 2,53               | 262                          |
| Nui        | 548                       | 2,83               | 194                          |
| Nukufetau  | 586                       | 2,99               | 196                          |
| Nukulaelae | 393                       | 1,82               | 216                          |
| Vaitupu    | 1591                      | 5,6                | 284                          |

## Budowa geologiczna i rzeźba
Tuvalu są niewielkimi wysepkami pochodzenia koralowego, które prawdopodobnie zostały osadzone na stoku wulkanicznym pochodzącym z wczesnej kredy. Zbudowane są z osadów rafowych i otaczają je współczesne rafy koralowe. Tuvalu są wybitnie nizinnymi i płaskimi wyspami, których wysokość sięga 4 m n.p.m. Bariera z raf koralowych chroni je przed zalewami fal morskich.

## Klimat
Wyspy leżą w strefie klimatów równikowych. Południowe atole leżą w zasięgu klimatu podrównikowego, który cechuje się mniejszymi opadami deszczu. Północne atole to obszary bardziej wilgotne. Wyspy znajdują się pod wpływem ciepłych prądów okołorównikowych. Temperatury są wysokie, gdzie średnia wartości roczne wynoszą 26-27 °C. Na południowych wyspach wartości te są wyższe i sięgają 32 °C. Opady roczne wynoszą od 1000 mm na południu do 3000 mm na północy. 

## Flora i fauna
Na wyspach rosną głównie palmy, roślinność jest dość uboga. Wokół wysp rosną rafy koralowe. Świat zwierząt reprezentowany jest głównie przez zwierzęta morskie, do których należy wiele gatunków skorupiaków i ryb. Wyspom grozi zalanie przez wody oceaniczne, czego przyczyną jest globalne ocieplenie.